# Sydney (Kanada)
Sydney (do 1784 La Baye des Espagnols/Spanish Harbour) – miejscowość (metropolitan area; 1884–1995 miasto – początkowo town, od 1904 city) w kanadyjskiej prowincji Nowa Szkocja, ośrodek hrabstwa Cape Breton. Według spisu powszechnego z 2016 obszar miejski (population centre) Cape Breton – Sydney to: 29,43 km², a zamieszkiwało wówczas ten obszar 29 904 osoby.
Miejscowość, która pierwotnie nosiła miano ''La Baye des Espagnols lub Spanish Harbour, została w podobnym czasie (1784) stolicą kolonii Cape Breton oraz zmieniła nazwę na współcześnie używaną, by od 1820 być ośrodkiem hrabstwa Cape Breton, a w 1884 otrzymała status miasta (początkowo town, od 1904 city), który utraciła w 1995 w wyniku utworzenia regional municipality Cape Breton, siedziba Nova Scotia Eastern Institute of Technology (od 1974 University College of Cape Breton).
Według spisu powszechnego z 1991 obszar miasta (city) to: 23,49 km², a zamieszkiwało wówczas ten obszar 26 063 osoby.